# Trentepohlia (Trentepohlia) strepens
Trentepohlia (Trentepohlia) strepens is een tweevleugelige uit de familie steltmuggen (Limoniidae). De soort komt voor in het Oriëntaals gebied.